# Oed-Oehling
Oed-Öhling est une commune autrichienne du district d'Amstetten en Basse-Autriche.

## Histoire

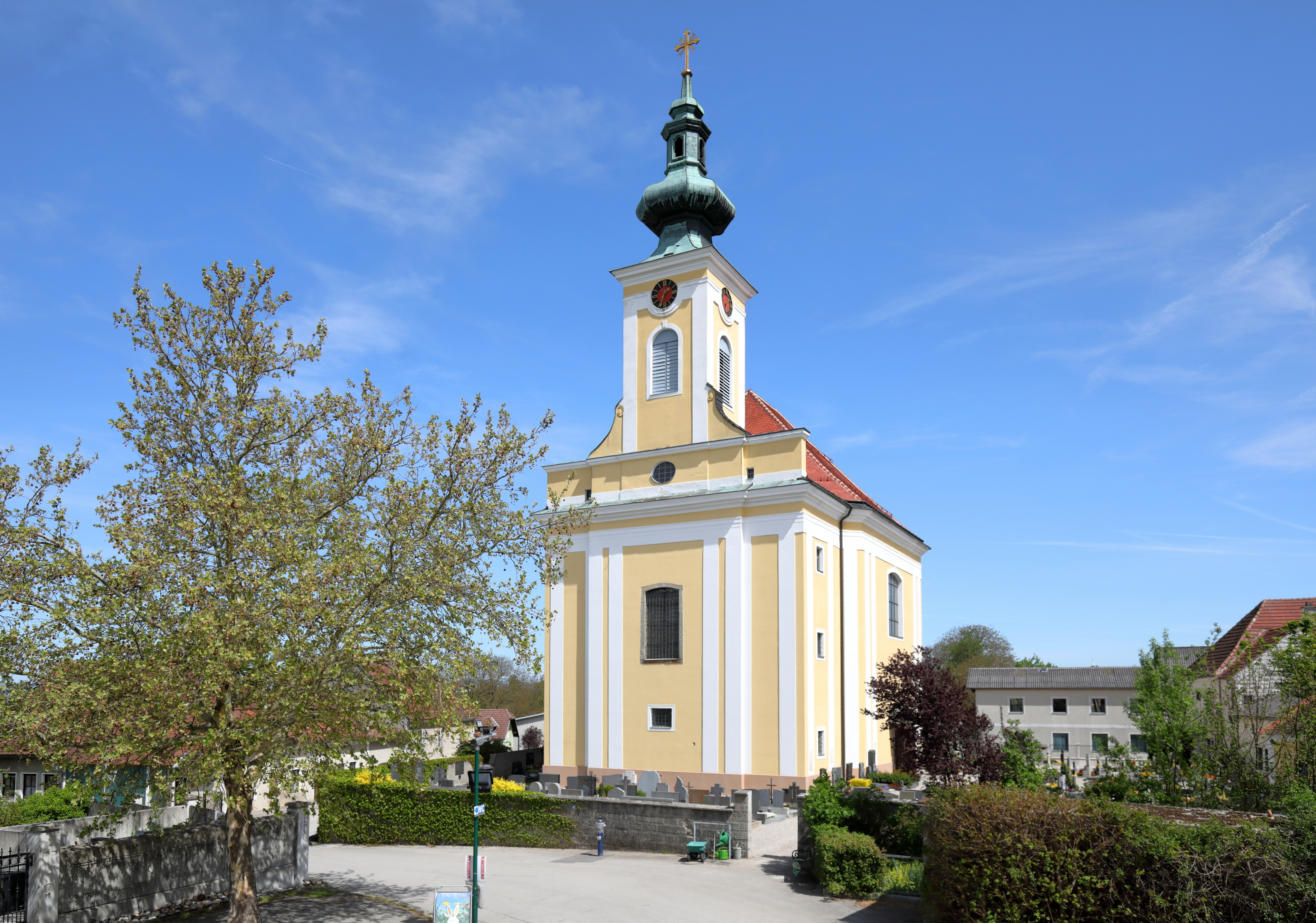
Église paroissiale de oed